# 山口賢貴
山口 賢貴（やまぐち けんき、1986年7月17日 - ）は、日本の俳優・歌手・タレント。愛知県出身。
かつての所属事務所はワタナベエンターテインメントで、同事務所の男性俳優集団D2およびD-BOYSのメンバーであった。
2016年からKENK1名義で芸能活動を行なっていたが、2020年10月 山口賢貴名義に戻した。
2022年1月 柳下大・上鶴徹・柳下陸と共に「鳥居坂5」を結成し、YouTubeチャンネルを開設した。

## 略歴
2007年5月、第4回D-BOYSオーディションで最終選考会に出場。これをきっかけにワタナベエンターテインメントに所属。2008年4月、『2時っチャオ!』のチャオボーイとしてレギュラー出演。同年6月、『D-BOYS STAGE vol.2 ラストゲーム〜最後の早慶戦〜」』に出演。この後もD-BOYSの舞台やイベントに多く出演する。
2009年1月、『メイちゃんの執事』でテレビドラマに初出演。同年7月、D2の結成メンバーとなる。
2013年10月、D2がD-BOYSに加入し、D-BOYSのメンバーとなる。
2015年12月1日、自らの公式ブログでD-BOYSを卒業、芸能界を引退し、実家の家業を継ぐ決断をした旨を報告した。
2016年、KENK1（けんき）と改名して、ライブ、舞台へ出演するなど芸能活動を再開している。

## 人物
日本人の父親とフィリピン人の母親とのハーフで、母親は元クラブシンガー。歌手の恵莉花は実妹である。
趣味は野球・サッカー・カラオケなど。『NHKのど自慢』（NHK総合・ラジオ第1）に出場し、合格した経験がある。

## 出演

### テレビドラマ
- メイちゃんの執事（2009年1月 - 3月、フジテレビ）中目黒 役
- アタシんちの男子 第4話（2009年5月、フジテレビ）大蔵猛の後輩 役
- LOVE GAME 第4話（2009年5月、日本テレビ）真山翔太 役
- 土曜ワイド劇場 炎の警備隊長・五十嵐杜夫9（2011年7月、朝日放送）太田航平 役
- 刑事110キロ 第7話（2013年6月、テレビ朝日）伊藤 役
- Nのために 第3話（2014年10月、TBSテレビ）

### 映画
- 鷲宮☆物語（2010年）伊藤喜久 役
- ポールダンシングボーイ☆ず（2011年）ヤマグチ 役
- 貞子3D2（2013年）
- いのちのコール〜ミセスインガを知っていますか〜（2014年）大島高志 役

### 舞台
山口賢貴 名義
- D-BOYS STAGE vol.2「ラストゲーム〜最後の早慶戦〜」（2008年6月）
- D-BOYS STAGE vol.3「鴉〜KARASU〜10」（2009年10月）久我源 役
- ミュージカル 忍たま乱太郎 第一弾（2010年1月/7月）潮江文次郎 役
- D-BOYS STAGE 2010 trial-2「ラストゲーム」（2010年8月- 9月）岡島忠之 役
- ミュージカル「忍たま乱太郎 第二弾〜予算会議でモメてます!〜」（2011年1月/7月）潮江文次郎 役
- D-BOYS STAGE 2011「ヴェニスの商人」（2011年4月 - 5月）ソラーニオ/バルサザー/ステファノー 役
- ミュージカル「ア・ソング・フォー・ユー」（2011年12月 - 2012年1月）トニー 役
- 源氏物語×大黒摩季songs〜ボクは、十二単に恋をする〜（2012年5月）朱雀 役
- Dステ 12th「TRUMP」（2013年1月 - 2月）ティーチャー・グスタフ/ティーチャー・ミケランジェロ 役
- Dステ 14th「十二夜」（2013年10月）船長/ヴァレンタイン/召使/侍女/役人 役
- ミュージカル「パルレ〜洗濯〜」vol.4（2015年1月 - 2月）ソロンゴ 役
- Dステ16th×TSミュージカルファンデーション「GARANTIDO」（2015年5月）平林/英雄  役
- 二人芝居「Equal －イコール－」（2015年7月）ニコラ/テオ 役
- ミュージカル「パルレ〜洗濯〜」vol.4 秋公演（2015年9月）ソロンゴ 役
- 「しあわせのタネ」（2015年10月 - 11月）新山誠 役

KENK1 名義
- 「Hi☆Jack!!」（2018年1月 - 2月）速水英二 役
- 「RUN=KING」（2018年4月）ウィル 役
- 三ツ星キッチン「LOVE」（2018年6月）深川竜一 役 ※Wキャスト
- 少年Komplex 第一回公演「ANIMAL WONDER WORLD」（2018年7月）カムイ 役
- 舞台「ハイスクール！奇面組 2」(2018年8月) 謎の生物カブト 役
- 劇団Rexy 第7回公演「黒服ドレッサー」(2018年11月) 弦輝　役

### ミュージックビデオ
- 絢香「ずっとたいせつなキモチ」（2015年4月）

### その他テレビ番組
- 2時っチャオ!（2008年4月 - 2009年3月、TBS）火・木曜レギュラー出演
- STYLiCO あなたの心を満たす夢のデパート（スカパー!e2 チャンネル185.プライム365.TV）5F バッグフロア担当
- 最新ヒット ウエンズデーJ-POP（2009年8月 - 2011年3月、NHK BS-2）中継リポーターとして出演
- シューイチ（2011年4月 - 2012年3月、日本テレビ）コーナーレポーターとしてレギュラー出演
- TV・局中法度!（2012年10月 - 2013年3月、テレビ神奈川・千葉テレビ放送・テレビ埼玉・サンテレビジョン）服部武雄 役ほか

## 作品

### DVD
- D2 The First Message #3 山口賢貴×三津谷亮 "for you"（2012年9月19日、ポニーキャニオン）
- 二人芝居「Equal －イコール－」（2015年11月16日、ワタナベエンターテインメント）